# 나카자와 타쿠야
나카자와 타쿠야(中澤卓也, 1995년 10월 3일 ~ )는 일본의 가수이다. 2017년 싱글 <블루 다이아몬드>로 데뷔했다.

## 방송
- 현역가왕2 (2024) - 26위[2]